# Operatie Cannonshot
Operatie Cannonshot was een geallieerd offensief gericht tegen nazi-Duitsland in april 1945, tegen het einde van de Tweede Wereldoorlog. Deze militaire operatie begon op 11 april 1945 met de parallelle oversteek van de IJssel nabij voetveer Dommerholt in Gorssel door de PPCLI's (Princess Patricia’s Canadian Light Infantry Regiment, bijgenaamd de Patricia's) en ongeveer 1 km zuidelijker door de Seaforth Highlanders of Canada. Deze operatie was de start van de West-Nederlandse bevrijding.
In de nacht van 11 op 12 april volgde het Loyal Edmonton Regiment, waarna op 12 april de 48th Highlanders of Canada de IJssel overstaken bij Wilp. Deze regimenten maakten deel uit van de 1st Canadian Infantry Division. De 48th Highlanders speelden een belangrijke rol bij de bevrijding van Apeldoorn in de nacht van 16 op 17 april 1945.
Tijdens hun oversteek bij Wilp verloor het regiment negentien militairen, onder wie hun commandant majoor Donald MacKenzie. Zij werden aanvankelijk begraven in de dijk bij Wilp, maar later herbegraven op de Canadese begraafplaats in Holten. Een twintigste soldaat overleed in Duitse krijgsgevangenschap en werd daar later ook herbegraven.
Ter nagedachtenis aan de gesneuvelden werd in 1982 door Prins Bernhard een gedenkplaquette onthuld in de muur van de kerk van Wilp.